# 天音マサキ
天音 マサキ（あまね マサキ）は、日本の小説家、ライトノベル作家。

## 来歴
2013年、第17回スニーカー大賞特別賞を受賞した。

## 作品
- 『僕の欲望は手に負えない』（『角川スニーカー文庫』イラスト：〆鯖コハダ）
  1. 2013年01月31日発売 ISBN 978-4-04-100667-2
  2. 2013年04月27日発売 ISBN 978-4-04-100803-4
  3. 2013年08月31日発売 ISBN 978-4-04-100993-2
- 『チート先生の挑発』（『角川スニーカー文庫』イラスト：osa）
  1. 2014年11月29日発売 ISBN 978-4-04-102439-3
- 『君と四度目の学園祭』（『角川スニーカー文庫』イラスト：やすも）
  1. 2017年05月31日発売 ISBN 978-4-04-105682-0